# アロア (オレゴン州)
アロア（Aloha）は、アメリカ合衆国オレゴン州ワシントン郡に存在する国勢調査指定地域、非法人地域である。ハワイ語のalohaと似ているが、/a lo ha/ ではなく /ə lo ə/ と発音する。2000年の国勢調査によれば、同地域の人口は41,741人である。

## 歴史

### 語源
『オレゴン・ジオグラフィック・ネームズ』によると、アロアの語源は論議を醸している。いくつかの文献は、この名称は鉄道員のロバート・ケイプルズによるものだとしているが、なぜこの名前が選ばれたのかは分かっていない。アロア郵便局は1912年に設置された。1983年、ジョセフ・H・バックは、彼の叔父で初代郵便局長だったジュリアス・バックが、ウィスコンシン州のウィネバゴ湖の湖畔にあった小さなリゾート地にちなんで同局をアロア（Aloah）と命名したと主張した。最後の2文字は申請段階でアメリカ合衆国郵政省によって転置され、発音だけが生き残ってアロアと呼ばれ続けたと考えられている。
もう一つの説は、元アロア郵便局長のフリッチョフ・G・トレフセンによって主張されている。トレフセンによれば、アロアという名前は鉄道員を含む著名人が招待された夕食会で起こったものであるという。会食の最中、招待客の一人が「アロハ・オエ」を歌ったところ、それが同地の名称のヒントになった。この説を支持する文献は、アロハ・オエを歌った人物をジュリアス・バックの姉妹ドラ・バックであるとしている。ドラ・バックはアロア（Aloah）という名称を提出した人物で、バック家がかつて居住していたアロア（アメリカ州の先住民族の語）という地域から取ったとされる。その後、上の説と同様に申請段階で郵政省によって最後の2文字が転置され、発音だけが残ったと考えられている。

### 都市成長
アロアは昔から地域共同体として存続してきた。1950年代にワシントン郡の東部で始まった郊外都市開発に伴って、1974年にインテルがトゥアラティン・ヴァレー・ハイウェイと198番通りの交差点に土地を購入した時には、住宅地として特徴の無い地区の一つになってしまうのではないかと思われた。同土地には、ヒルズボロとビーバートンの間にインテルが構えた最初の工場が作られた。
1980年代にはアロアを法人化させる動きが見られたが、投票により失敗に終わっている。それ以来、ヒルズボロとビーバートンの間に位置するアロアの地域はこれら2市の併合競争に脅かされてきた。2005年にビーバートンはワシントン郡との合意の下、今後10年間はアロアを併合しないことを決定した。

## 地理
アロアは北緯45度29分25秒 西経122度52分19秒 / 北緯45.49028度 西経122.87194度（45.490239, -122.872007）に位置している。
アメリカ合衆国国勢調査局によれば、この国勢調査指定地域の面積は19.1km²（7.4mi²）で、全てが陸地である。

## 人口動静
2000年現在の国勢調査で、この地域は人口41,741人、14,228世帯、及び10,841家族が暮らしている。人口密度は2,186.7/km2 (5,660.5/mi2) である。778.0/km2 (2,013.9/mi2)の平均的な密度に14,851軒の住宅が建っている。この国勢調査指定地域の人種的な構成は白人79.40%、アフリカン・アメリカン1.35%、先住民0.78%、アジア7.69%、太平洋諸島系0.37%、その他の人種6.70%、及び混血3.72%である。人口の12.93%はヒスパニックまたはラテン系である。
14,228世帯のうち、42.9%が18歳未満の子供と一緒に生活しており、59.4%は夫婦で生活している。11.6%は未婚の女性が世帯主であり、23.8%は結婚していない。16.9%は1人以上の独身の居住者が住んでおり、3.5%は65歳以上で独身である。1世帯の平均人数は2.92人であり、結婚している家庭の場合は、3.28人である。
この地域内の住民は29.8%が18歳未満の未成年、18歳以上24歳以下が9.1%、25歳以上44歳以下が35.0%、45歳以上64歳以下が20.3%、及び65歳以上が5.7%にわたっている。中央値年齢は31歳である。女性100人ごとに対して男性は101.5人である。18歳以上の女性100人ごとに対して男性は99.8人である。
この地域の世帯ごとの平均的な収入は52,299米ドルであり、家族ごとの平均的な収入は56,566米ドルである。男性は40,369米ドルに対して女性は29,921米ドルの平均的な収入がある。この地域の一人当たりの収入 (per capita income) は19,685米ドルである。人口の5.6%及び家族の7.9%は貧困線以下である。全人口のうち18歳未満の9.4%及び65歳以上の5.2%は貧困線以下の生活を送っている。

## 教育
1965年に創立したアロア高等学校がある。同校は2006年、初めての大規模な改装・拡張を受けた。
また、同地域にはマギー・ブラザーズ美容学校がある。